# Südtransdanubien

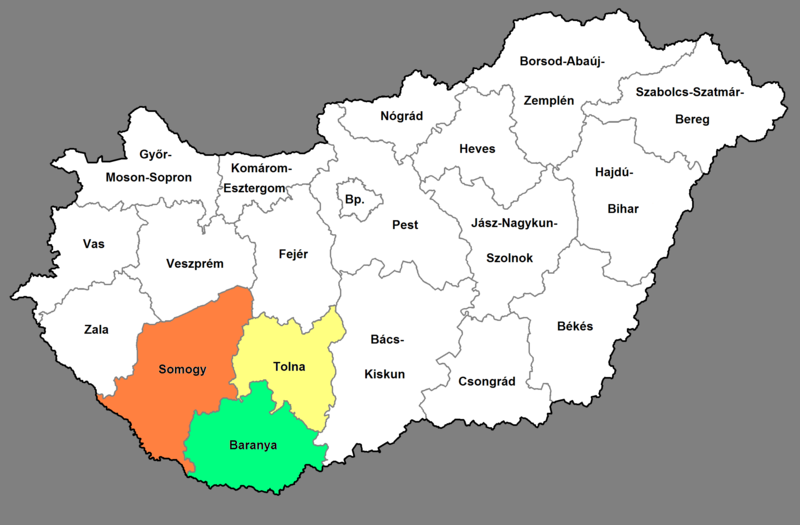
Komitate Südtransdanubiens hervorgehoben

Südtransdanubien (ungarisch Dél-Dunántúl) ist eine von sieben Regionen Ungarns auf NUTS-2-Basis (Code: HU23) und ein Teil von Transdanubien (lateinisch jenseits der Donau). Die Region besteht aus den drei Komitaten:
- Baranya,
- Somogy und
- Tolna.

Die größten Städte Südtransdanubiens sind Pécs, Kaposvár und Szekszárd. Die Region hat 947.986 Einwohner und hat eine Fläche von 14.169 km². Darüber hinaus ist es Teil der Euroregion Donau-Drau-Save.

## Lage
Die Region liegt im südwestlichen Teil Ungarns und grenzt an Kroatien. Die drei benachbarten Regionen sind Mitteltransdanubien im Norden, Westtransdanubien im Westen und die Südliche Große Tiefebene im Osten.